# Modern Magic Made Simple
Modern Magic Made Simple (яп. よくわかる現代魔法 ёкувакару гэндаймахо:) — серия лайт-новел, автором которой является Хироси Сакурадзака, а художницей — Мики Миясита. Этот роман является первой книгой данного автора (в прошлом — IT-специалиста). В 2002 году с первоначальной версией этого романа, называвшейся «魔法使いのネット» (Махо: цукай-но нэтто, «[Компьютерная] сеть мага»), автор участвовал в конкурсе начинающих авторов Super Dash Novel Rookie of the Year Award, где оказался в числе трёх финалистов. С декабря 2003 роман публикуется уже под нынешним названием. Всего по 2005 год вышло 5 томов, однако в 2009 году автор продолжил повествование, выпустив 6-й том.
С 2008 года по сюжету романа начала выходить манга, а с 11 июля 2009 года по японскому телевидению показывается поставленное по нему ТВ-аниме. Интересно также отметить, что если в случае большинства аниме OVA-серии выходят уже после показа ТВ-сериала (как правило, на DVD с основными сериями), то в данном случае OVA-серия была показана за неделю до начала трансляции самого аниме. Эта серия, получившая «нулевой» номер, не показывалась по телевидению, но распространялась по каналам Bandai Visual.

## Сюжет
Морисита Коёми — ученица старшей школы, достаточно неловкая и рассеянная. Однажды она находит рекламную листовку школы магии, и решает туда поступить. Оказалось, однако, что листовка эта — начала прошлого века, и сейчас никакой школы магии в этом здании нет. Впрочем, живущая там Анэхара Миса — тоже волшебница, только она практикует иную, «современную» магию…

## Персонажи
- Морисита Коёми (森下 こよみ)

Сэйю — Ай Нонака.
Неуклюжая девочка маленького роста (146 см), которую часто принимают за младшеклассницу, хотя она учится в первом классе старшей школы. Успеваемость и физические данные также плохие, поэтому, желая себя изменить, она, найдя рекламный листок школы магии, решила поступить туда. Правда, какое бы заклинание она не выполняла, в результате неизбежно получаются тазы.
- Анэхара Миса (森下 こよみ)

Сэйю — Хитоми Набатамэ.
Одна из сильнейших волшебниц современности. Ей 25 лет, живёт с младшим братом Сосиро в старом особняке, доставшемся ей от дедушки. Дедушка был магом, и держал магическую школу, Миса же возродила его магию в ином, «современном» варианте.
- Итиносэ Юмико Кристина (一ノ瀬・弓子・クリスティーナ)

Сэйю — Харука Томацу.
Девочка того же возраста, что и Коёми. Имеет серебристые волосы и глаза фиолетового цвета, чем часто привлекает внимание окружающих. Её прапрадедушка, Карл Кристобальд, был выдающимся европейским магом, от него она унаследовала (помимо внешнего вида) магический жезл и книгу заклинаний, а также и его способности. В отличие от Мисы, практикует «традиционную» магию. В ней сильно чувство справедливости, не терпит использования магии в недолжных целях.
- Сакадзаки Кахо (坂崎 嘉穂)

Сэйю — Минако Котобуки.
Одноклассница Коёми, представитель класса. Сильна в науках, с детства увлекается машинами и, в частности, компьютерами. Поначалу не верила в существование магии, но оказавшись, вместе с Коёми, вовлечённой в один инцидент, связанный с магией, заинтересовалась той «современной» магией, которую практикует Миса.